# Nationalbibliothek von Südafrika
Die Nationalbibliothek von Südafrika (englisch National Library of South Africa, afrikaans Nasionale Biblioteek van Suid-Afrika, NLSA) mit Schwerpunktstandorten in Pretoria und Kapstadt ist die Nationalbibliothek der Republik Südafrika.
Zentrale Rechtsgrundlagen für die Nationalbibliothek sind die Gesetze National Library of South Africa Act 1998 (Act No. 92 of 1998) und Legal Deposit Act, 1997 (Act No. 54 of 1997, Pflichtexemplar).  Sie ist nach dem National Library of South Africa Act eine öffentliche Einrichtung (PE) mit einer eigenen Rechtsperson. Die Nationalbibliothek verkörpert die Funktion des obersten Verwalters des gemeinsamen nationalen Kulturerbes Südafrikas und das nationale Repositorium für veröffentlichtes Schrifttum.

## Allgemein
Die Gründung der Bibliothek erfolgte 1818 in Kapstadt. Landesgeschichtlich bedingt haben sich zwei Hauptstandorte herausgebildet, die sich in Kapstadt (ehemalige Kapkolonie) und Pretoria (ehemaliges Transvaal) befinden. Sie entstand aus der Fusion der ehemaligen State Library in Pretoria und der South African Library in Kapstadt. Der National Library of South Africa Act (section 2, subsection b) sieht die Möglichkeit vor, dass nach einer im Gesetzblatt publizierten ministeriellen Verfügung weitere Zweigstandorte in anderen Städten eröffnet werden können.
Von den Bibliotheksbeständen wurden inzwischen in vier Bereichen Digitalisate angefertigt. Das betrifft die Bestandseinheiten Zeitungen, Ausstellungen, Sondersammlungen und die Geschichte der Nationalbibliothek.
Die Nationalbibliothek wird von Kepi Madumo, dem Nachfolger von Rocky Ralebipi-Simela (2014–?), als National Librarian und CEO geleitet. Als Kontrollgremium fungiert ein Board, dessen Mitglieder vom Minister für Kunst und Kultur ernannt werden.

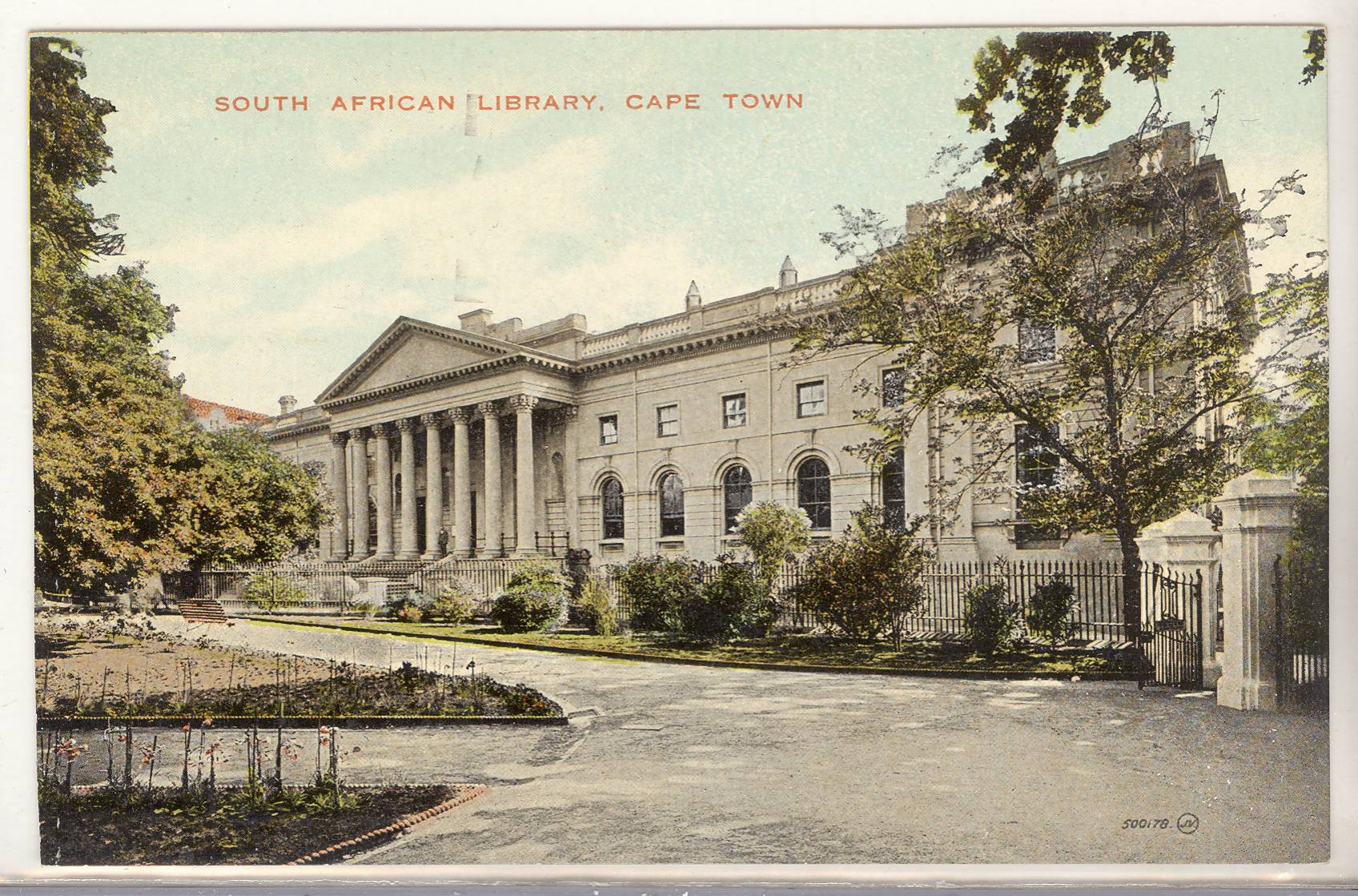
South African Library in Kapstadt (um 1900)
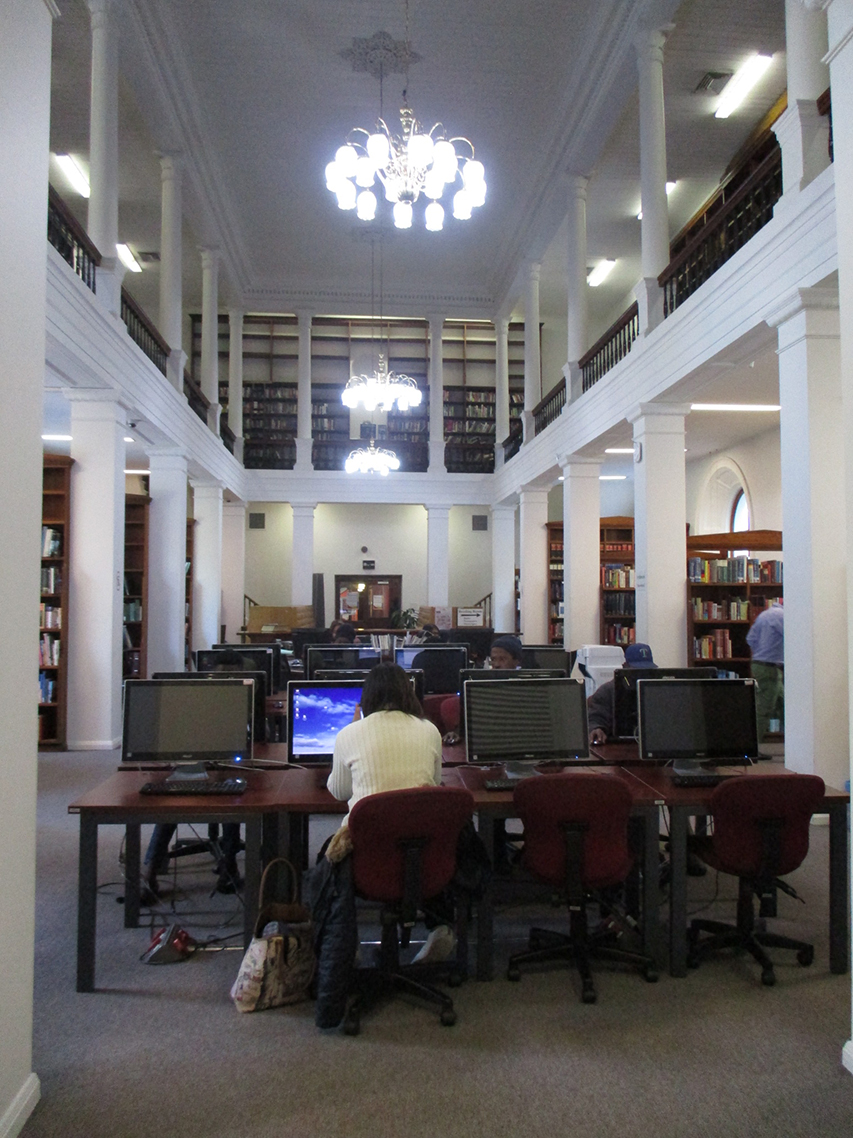
Bibliothekslesesaal in Kapstadt
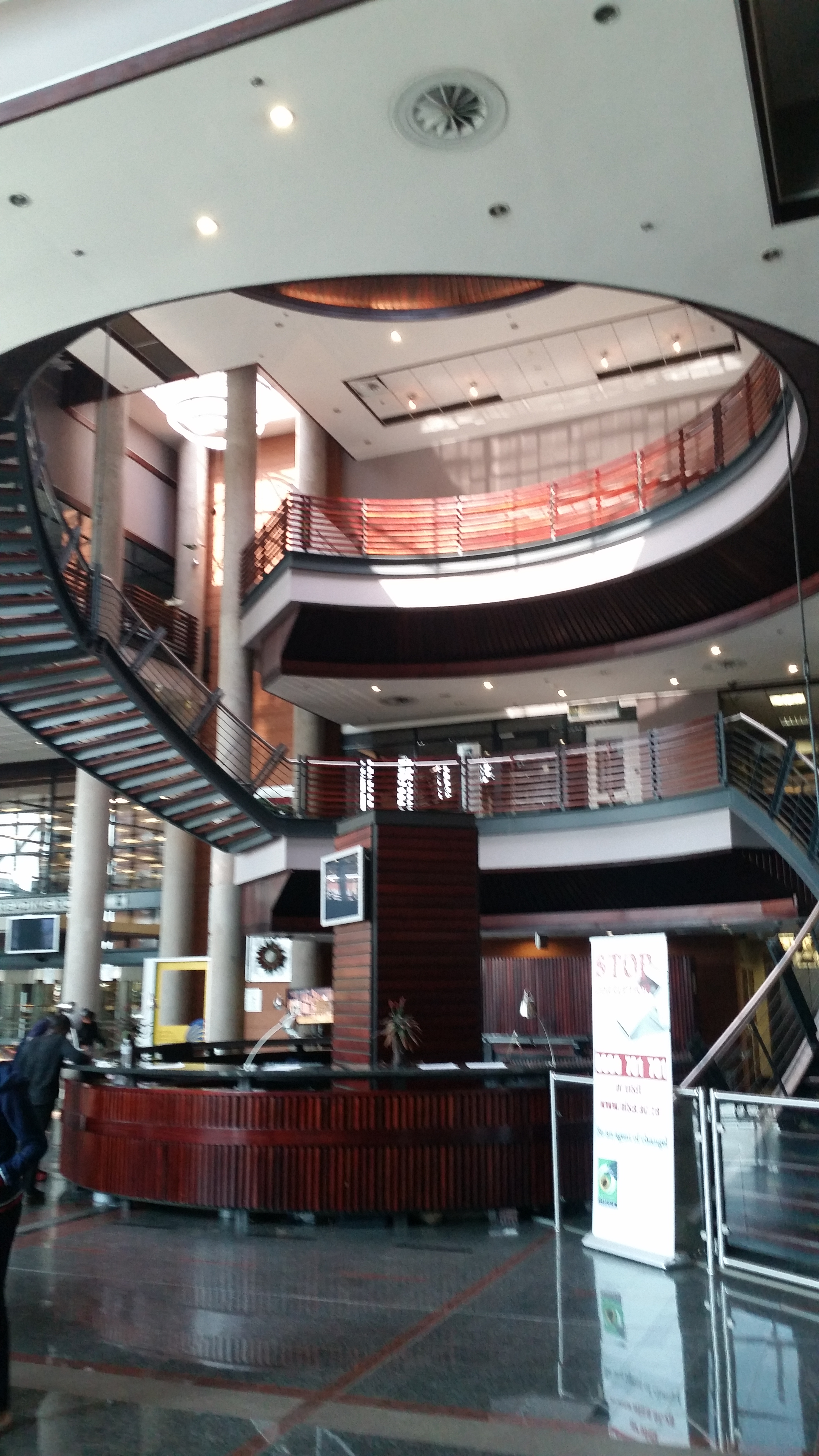
Eingangsbereich des Bibliotheksstandorts in Pretoria (erbaut 2008)

## Zweck und Aufgaben
Für die National Library of South Africa gelten entsprechend der gesetzlichen Festlegung folgende Kernfunktionen (section 4, National Library Act, No 92 of 1998):
- Aufbau einer vollständigen Sammlung von veröffentlichten Schriften, die aus Südafrika stammen oder sich auf Südafrika beziehen,
- Pflege und Erweiterung aller anderen Sammlungen von veröffentlichten und unveröffentlichten Dokumenten mit dem Schwerpunkt auf Werke, die aus dem südlichen Afrika stammen oder sich auf dieses beziehen,
- Förderung der Bestandspflege und -erhaltung des Nationalerbes in anderen Bibliotheken Südafrikas,
- Erstellung und Fortschreibung der nationalbibliografischen Aufgaben,[7]
- Förderung des Zugangs zum publizierten Schrifttum,
- Bereitstellung von Referenz- und Informationsdienstleistungen auf nationaler und internationaler Ebene,
- als nationale Instanz der Bestandserhaltung im Bibliothekswesens zu wirken und diesbezügliche Konservierungsdienstleistungen anzubieten,[8]
- Förderung des Bewusstseins und der Wertschätzung für das dokumentarisch bedeutsame Schrifttum Südafrikas,
- Förderung des Informationsbewusstseins sowie der Lese- und Schreibfähigkeit.